# Hugo von Douglas
Hugo Sholto Oskar Georg von Douglas, né le 19 avril 1837 à Aschersleben et mort le 19 avril 1912 à Berlin, est un mémorialiste allemand, élevé au titre de comte en 1888. Il est entrepreneur et membre du Landtag de Prusse, ainsi que du conseil d'État.

## Biographie
Il descend du clan Douglas en Écosse et ses ancêtres s'installent à Aschersleben en 1772. Ils sont prêcheurs calvinistes. Son grand-père, Wilhelm Douglas, découvre en 1795 des mines de charbon et fonde une entreprise minière avec ses fils en 1828. Son père Gustav (1798-1877) devient en 1832 bourgmestre d'Aschersleben et député de l'assemblée du district. La famille devient de plus en plus riche avec la découverte de nouvelles mines. Hugo von Douglas étudie la chimie à Heidelberg et à Berlin et le jeune homme est employé au complexe des mines de Kalisalz, près de Staßfurt.
Douglas épouse le 25 avril 1865 Jenny Reisner  à Gottesgnaden, près de Calbe (Saale). Pendant la guerre austro-prussienne de 1866 et la guerre franco-prussienne de 1870, Douglas est nommé major et obtient la croix de fer. Il est alors copropriétaire de la mine Alfred près de Calbe, mine fort importante qui sera en service jusqu'en 1915. Douglas la fait creuser jusqu'à 57 mètres de profondeur. Deux cents mineurs extraient près de 683 tonnes quotidiens. Il commence aussi la prospection de Carnallite en 1875, puis Douglasit. L'entreprise se nomme Kali und Steinsalz Bergwerk Douglashall.
L'entreprise est en pleine croissance et il reçoit le titre de baron en 1884. C'est aussi un chef d'entreprise ouvert aux idées chrétiennes du travail. Il fait construire des logements pour ses ouvriers et organise une caisse d'assurances sociales. En 1886, il crée une fondation pour l'aide aux familles, à laquelle s'ajoute un jardin d'enfants géré avec la participation de l'Église évangélique luthérienne. Il est élevé au titre de comte en 1888, année du couronnement de Guillaume II.
Le comte von Douglas achète en 1891 le domaine de Ralswiek à l'île de Rügen et fait construire un château en style néorenaissance rappelant les châteaux de la Loire. Il reconstruit aussi la chapelle en 1907 qu'il fait bâtir de toutes pièces à partir d'un bâtiment acheté à l'exposition universelle de Suède. Douglas fonde en 1906 la Meclenburgische Gewerkschaft Friedrich Franz nommée en hommage au grand-duc régnant Frédéric-François II de Mecklmebourg-Schwerin qui en est l'un des plus gros actionnaires. La mine ferme en 1916 à cause d'inondations.
Le comte von Douglas est docteur honoris causa de l'université de Halle, citoyen d'honneur de la ville d'Aschersleben et chevalier de plusieurs ordres. Il publie ses Mémoires en 1909.
Il meurt à Berlin et est inhumé non loin de son château à Ralswiek. Une rue Douglas (Douglasstrasse) est baptisée en sa mémoire.

## Source
- (de) Cet article est partiellement ou en totalité issu de l’article de Wikipédia en allemand intitulé « Hugo Sholto Oskar Georg von Douglas » (voir la liste des auteurs).